# Lövsjön (Föllinge socken, Jämtland)
Lövsjön är en sjö i Krokoms kommun i Jämtland och ingår i Indalsälvens huvudavrinningsområde. Sjön är 23 meter djup, har en yta på 8,38 kvadratkilometer och befinner sig 301,9 meter över havet. Lövsjön ligger i Hårkan Natura 2000-område. Sjön avvattnas av vattendraget Hårkan.

## Delavrinningsområde
Lövsjön ingår i det delavrinningsområde (707128-144547) som SMHI kallar för Utloppet av Lövsjön. Medelhöjden är 332 meter över havet och ytan är 35,45 kvadratkilometer. Räknas de 254 avrinningsområdena uppströms in blir den ackumulerade arean 3 173,12 kvadratkilometer. Hårkan som avvattnar avrinningsområdet har biflödesordning 2, vilket innebär att vattnet flödar genom totalt 2 vattendrag innan det når havet efter 249 kilometer. Avrinningsområdet består mestadels av skog (61 procent). Avrinningsområdet har 8,33 kvadratkilometer vattenytor vilket ger det en sjöprocent på 23,5 procent.